# Kassai Békemaraton

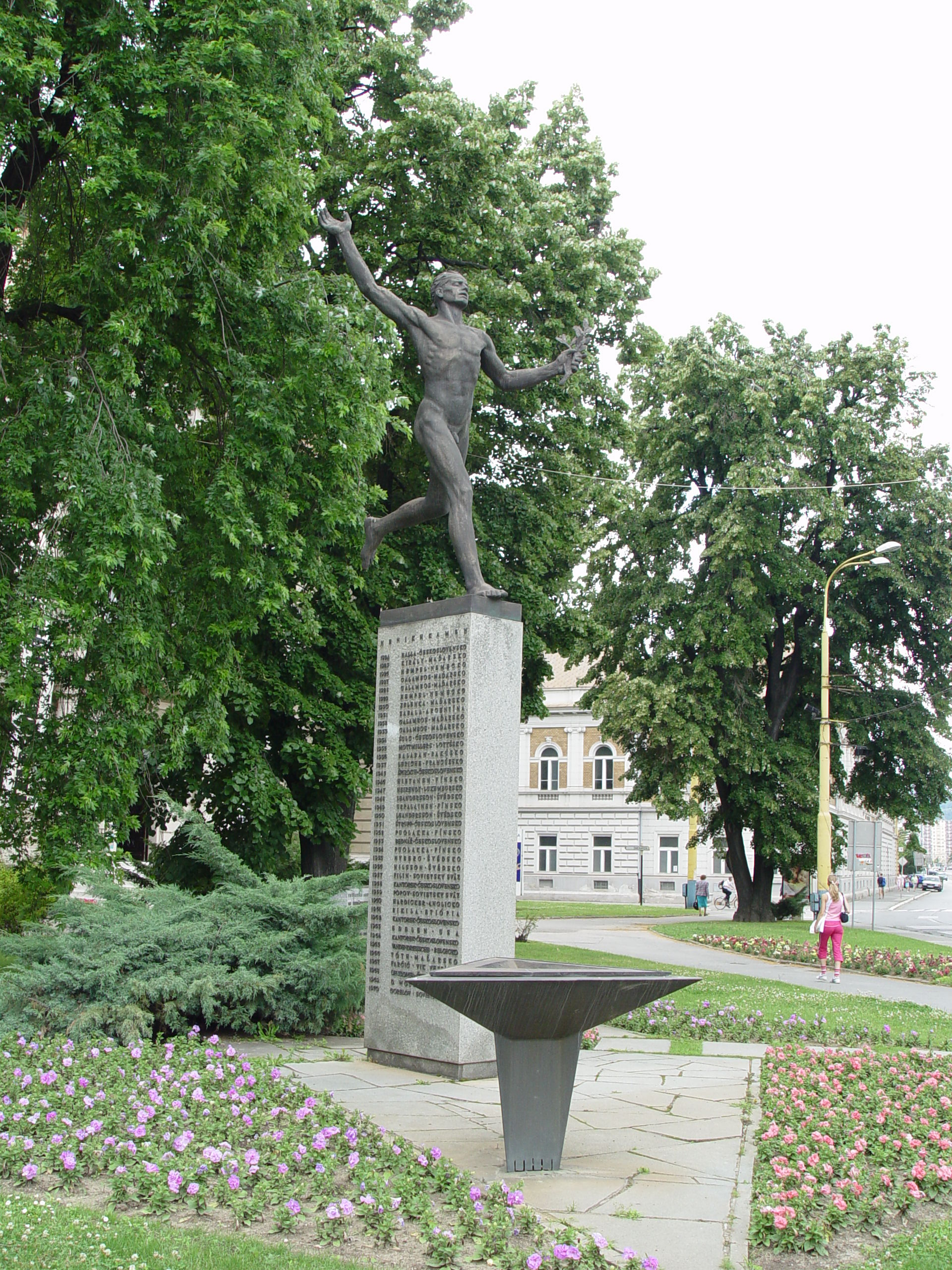
A maraton emlékműve a kassai Maraton utcán. Arpád Račko szobrászművész alkotása

A Kassai Békemaraton a legrégibb, megszakítások nélkül megszervezett maratoni futóverseny a világon (miután a bostoni maraton a koronavírus-pandémia miatt 2020-ban elmaradt).
Először 1924-ben rendezték meg. Azóta minden október első vasárnapján rendezik meg Kassán.

## A pálya
A pálya sík, aszfaltozott és a közlekedést ezen a napon elterelik a maraton útvonaláról. A történelmi óvárosban és a közeli parkokban rendezik a kétfordulós futóversenyt. 

### A csúcs a férfiaknál
- 2010 – Gilbert Kiptoo Chepkwony (Kenya) 2:08:33

### A csúcs a nőknél
- 2009 – Olena Burkovska (Ukrajna) 2:30:50

## A győztesek listája

### Férfiak
- 1924 – Karol Halla (Csehszlovákia)
- 1925 – Király Pál (Magyarország)
- 1926 – Hans Hempel (Németország)
- 1927 – Galambos József (Magyarország)
- 1928 – Galambos József (Magyarország)
- 1929 – Hans Hempel (Németország)
- 1930 – Zelenka István (Magyarország)
- 1931 – Juan Carlos Zabala (Argentína)
- 1932 – Galambos József (Magyarország)
- 1933 – Galambos József (Magyarország)
- 1934 – Josef Šulc (Csehszlovákia)
- 1935 – Arthur Motmillers (Lettország)
- 1936 – György Balaban (Ausztria)
- 1937 – Désiré Leriche (Franciaország)
- 1939 – Kiss József (Magyarország)
- 1941 – Gyimesi József (Magyarország)
- 1942 – Kiss József (Magyarország)
- 1943 – Kiss Géza (Magyarország)
- 1944 – Kövári Rezső (Magyarország)
- 1945 – Antonín Špiroch (Csehszlovákia)
- 1946 – Mikko Hietanen (Finnország)
- 1947 – Charles Heirendt (Luxemburg)
- 1948 – Gösta Leandersson (Svédország)
- 1949 – Martti Urpalainen (Finnország)
- 1950 – Gösta Leandersson (Svédország)
- 1951 – Jaroslav Śtrupp (Csehszlovákia)
- 1952 – Erkki Puolakka (Finnország)
- 1953 – Walter Bednář (Csehszlovákia)
- 1954 – Erkki Puolakka (Finnország)
- 1955 – Evert Nyberg (Svédország)
- 1956 – Thomas Hilt Nilsson (Svédország)
- 1957 – Ivan Filin (Szovjetunió)
- 1958 – Pavel Kantorek (Csehszlovákia)
- 1959 – Sergey Popov (Svédország)
- 1960 – Samuel Hardicker (Egyesült Királyság)
- 1961 – Abebe Bikila (Etiópia)
- 1962 – Pavel Kantorek (Csehszlovákia)
- 1963 – Leonard Edelen (USA)
- 1964 – Pavel Kantorek (Csehszlovákia)
- 1965 – Auréle Vandendrische (Belgium)
- 1966 – Tóth Gyula (Magyarország)
- 1967 – Nedjalko Farčić (Jugoszlávia)
- 1968 – Václav Chudomel (Csehszlovákia)
- 1969 – Demissie Wolde (Etiópia)
- 1970 – Mikhail Gorelov (Svédország)
- 1971 – Tóth Gyula (Magyarország)
- 1972 – John Farrington (Ausztrália)
- 1973 – Vladimir Moyseyev (Svédország)
- 1974 – Keith Angus (Egyesült Királyság)
- 1975 – Choe Chang Sop (Észak-Korea)
- 1976 – Szó Takesi (Japán)
- 1977 – Go Chun Son (Észak-Korea)
- 1978 – Go Chun Son (Észak-Korea)
- 1979 – Jouni Kortelainen (Finnország)
- 1980 – Alexey Lyagushev (Svédország)
- 1981 – Hans-Joachim Truppel (NDK)
- 1982 – Sinkó György (Magyarország)
- 1983 – František Višnický (Csehszlovákia)
- 1984 – Ri Dong Myong (Észak-Korea)
- 1985 – Valentin Starikov (Svédország)
- 1986 – František Višnický (Csehszlovákia)
- 1987 – Jörg Peter (NDK)
- 1988 – Michael Heilmann (NDK)
- 1989 – Karel David (Csehszlovákia)
- 1990 – Nyikolaj Vasziljevics Kolesznyikov (Szovjetunió)
- 1991 – Vlastimil Bukovjan (Csehszlovákia)
- 1992 – Wieslaw Palczyński (Lengyelország)
- 1993 – Wieslaw Palczyński (Lengyelország)
- 1994 – Petr Pipa (Szlovákia)
- 1995 – Marnix Goegebeur (Belgium)
- 1996 – Marnix Goegebeur (Belgium)
- 1997 – My Tahar Echchadli (Marokkó)
- 1998 – Andrzej Krzyscin (Lengyelország)
- 1999 – Róbert Štefko (Szlovákia)
- 2000 – Ernest Kipyego (Kenya)
- 2001 – David Kariuki (Kenya)
- 2002 – David Kariuki (Kenya)
- 2003 – Georgy Andreev (Oroszország)
- 2004 – Adam Dobrzynski (Lengyelország)
- 2005 – David Maiyo (Kenya)
- 2006 – Edwin Kipchom (Kenya)
- 2007 – William Biama (Kenya)
- 2008 – Dejene Yirdawe (Etiópia)
- 2009 – Jacob Kipkorir Chesire (Kenya)
- 2010 – Gilbert Kiptoo Chepkwony (Kenya)
- 2011 – Elijah Kiprono Kemboi (Kenya)
- 2012 – Lawrence Kimwetich Kimaiyo (Kenya)
- 2013 – Patrick Kiptanui Korir (Kenya)
- 2014 – Gilbert Kiptoo Chepkwony (Kenya)
- 2015 – Samuel Kiplimo Kosgei (Kenya)
- 2016 – David Kemboi Kiyeng (Kenya)[1]
- 2017 – Reuben Kiprop Kerio (Kenya)
- 2018 – Raymond Kipchumba Choge (Kenya)
- 2019 – Hillary Kibiwott Kipsambu (Kenya)
- 2020 – Marek Hladík (Szlovákia)

### Nők
- 1980 – Šárka Balcarová (Csehszlovákia)
- 1981 – Christa Vahlensieck (Németország)
- 1982 – Gillian Burley (Egyesült Királyság)
- 1983 – Raisa Sadreidin (Svédország)
- 1984 – Christa Vahlensieck (Németország)
- 1985 – Lucia Belyayev (Svédország)
- 1986 – Christa Vahlensieck (Németország)
- 1987 – Christa Vahlensieck (Németország)
- 1988 – Christa Vahlensieck (Németország)
- 1989 – Alena Peterková (Csehszlovákia)
- 1990 – Carol McLatchie (USA)
- 1991 – Mária Starovská (Csehszlovákia)
- 1992 – Dana Hajná (Csehszlovákia)
- 1993 – Yelana Plastinin (Ukrajna)
- 1994 – Ľudmila Melicherová (Szlovákia)
- 1995 – Gouzel Tazetdin (Oroszország)
- 1996 – Gouzel Tazetdin (Oroszország)
- 1997 – Wioletta Uryga (Lengyelország)
- 1998 – Wioletta Uryga (Lengyelország)
- 1999 – Katarína Jedináková (Szlovákia)
- 2000 – Ivana Martincová (Csehország)
- 2001 – Galina Zhulyevova (Ukrajna)
- 2002 – Tadelech Birra (Etiópia)
- 2003 – Yelena Mazovka (Fehéroroszország)
- 2004 – Tabasi Rika (Japán)
- 2005 – Edyta Lewandowska (Lengyelország)
- 2006 – Natalia Kules (Fehéroroszország)
- 2007 – Natalia Kules (Fehéroroszország)
- 2008 – Selina Chelimo (Kenya)
- 2009 – Olena Burkovska (Ukrajna)
- 2010 – Alemu Almaz Balcha (Etiópia)
- 2011 – Maryna Damantsevich (Fehéroroszország)
- 2012 – Wanjiku Mugo Hellen (Kenya)
- 2013 – Ashere Bekere Dido (Kenya)
- 2014 – Lydia Jerotich Rutto (Kenya)
- 2015 – Mulu Diro Melka (Etiópia)
- 2016 – Chaltu Tafa Waka (Etiópia)[1]
- 2017 – Sheila Jerotich (Kenya)
- 2018 – Milliam Naktar Ebongonová (Kenya)
- 2019 – Kumeshi Sichala Deressa (Etiópia)
- 2020 – Petra Pastorová (Csehország)

## Külső hivatkozások
- Hivatalos honlap
- Érdekességek szlovákul